# 자만형사
《자만형사》(일본어: うぬぼれ刑事)는 2010년 7월 9일부터 9월 17일까지 TBS 금요 드라마 시간대에 방송된 일본의 텔레비전 드라마이다. 주연은 나가세 토모야.

## 출연진
- 나가세 도모야
- 반도 미쓰고로
- 이쿠타 도마
- 가나메 준
- 야하기 겐
- 쇼지 유스케
- 나카시마 미카
- 아라카와 요시요시
- 무로 쓰요시
- 니시다 도시유키

### 각화 게스트
- 가토 아이
- 아오이 유
- 히구치 카나코
- 도다 에리카
- 야쿠시마루 히로코
- 고유키
- 고이즈미 교코
- 이시다 유리코
- 오카모토 안리
- 사카이 와카나

## 제작진
- 각본 - 구도 간쿠로
- 연출 - 구도 간쿠로, 도이 노부히로, 가네코 후미노리
- 프로듀서 - 이소야마 아키
- 음악 - 나카니시 쿄, 이치카와 준, 미야코 케이치
- 음악 프로듀서 - 시다 히로히데
- 제작 - TBS

### 음악
- 주제가 : TOKIO - 〈NaNaNa (태양 따윈 필요없어)〉
- 삽입곡 : 나카시마 미카 - 〈가장 아름다운 나를〉

## 방송일, 시청률
| 각화                                      | 방송일          | 시청률 |
| ----------------------------------------- | --------------- | ------ |
| 제1화                                     | 2010년 7월 9일  | 12.2%  |
| 제2화                                     | 2010년 7월 16일 | 7.9%   |
| 제3화                                     | 2010년 7월 23일 | 7.3%   |
| 제4화                                     | 2010년 7월 30일 | 8.5%   |
| 제5화                                     | 2010년 8월 6일  | 8.3%   |
| 제6화                                     | 2010년 8월 13일 | 6.8%   |
| 제7화                                     | 2010년 8월 20일 | 8.0%   |
| 제8화                                     | 2010년 8월 27일 | 7.2%   |
| 제9화                                     | 2010년 9월 3일  | 6.5%   |
| 제10화                                    | 2010년 9월 10일 | 7.1%   |
| 최종화                                    | 2010년 9월 17일 | 8.7%   |
| 평균 시청률: 8.2%                         |                 |        |
| (시청률은 간토 지방·비디오 리서치사 조사) |                 |        |